# Eleccions presidencials de Guinea Equatorial de 2002
Les eleccions presidencials de Guinea Equatorial de 2002 van tenir lloc el 15 de desembre de 2002 a Guinea Equatorial. El president sortint Teodoro Obiang Nguema Mbasogo va guanyar fàcilment un altre mandat. L'oposició tornà a boicotejar les eleccions.

## Boicots
Els quatre candidats de l'oposició van retirar llur candidatura el dia de l'elecció. El primer candidat de l'oposició a retirar-se fou Celestino Bonifacio Bacalé de Convergència per a la Democràcia Social (CPDS). Va denunciar l'elecció, dient que «el vot és totalment fraudulent a tots els nivells. En el 90% dels centres de votació, es vota en públic, i la gent és obligada a agafar només una papereta de vot, la d'Obiang». També va dir que alguns dels centres de votació designats en realitat no existeixen, mentre que alguns centres de votació que no havien estat designats havien aparegut de sobte; També va al·legar que els sobres de vot secret s'obrien i eren verificats per les autoritats electorals. D'altra banda, d'acord amb Bacale, algunes persones encarregades dels centres de votació havien estat privades d'aquesta responsabilitat a causa de la seva insistència a tenir unes eleccions lliures i justes, i va dir que el CPDS no reconeixeria els resultats. Tot i la retirada de Bacale, el seu nom es va mantenir en la papereta.
A part de Bacale, els altres tres candidats retirats van ser Secundino Oyono del Convergència Socialdemòcrata i Popular (CSDP), Jeremías Ondo de la Unió Popular (UP), i Buenaventura Mosuy del Partit de la Coalició Socialdemòcrata. Severo Moto Nsá, líder de l'oposició a l'exili, va dir que no hi havia cap possibilitat d'unes eleccions lliures i justes.
El president Obiang del Partit Democràtic de Guinea Equatorial (PDGE) afirmà que la votació es va produir «en un ambient normal i pacífic», mentre que el ministre de l'Interior Clemente Engonga denunciava la retirada dels candidats de l'oposició com a «il·legal … irresponsable i antidemocràtica» i va dir que era «la prova de [la seva] mala fe i l'esperit diabòlic». Els candidats de l'oposició van exigir unes noves eleccions «en les millors condicions de llibertat, legalitat i transparència».
Un observador electoral, Ahmed Rajab, va dir a la BBC que no havia vist «cap irregularitat», encara que va emfatitzar que ell no sabia el que havia passat abans de les eleccions i va dir que podria haver estat «un element de por» implicat en el suport a Obiang. Va dir que el govern era avergonyit per la pèrdua de credibilitat causada per la retirada de l'oposició, que va deixar a Obiang com a guanyador de què era efectivament una elecció d'un sistema unipartidista.

## Resultats
Obiang va rebre el 97,1% dels vots, segons els resultats oficials. La participació es va estimar en un 98%.
Resum del resultat de les eleccions presidencials de Guinea Equatorial de 2002
| Candidats                      | Partits                                 | %    |
| ------------------------------ | --------------------------------------- | ---- |
| Teodoro Obiang Nguema Mbasogo  | Partit Democràtic de Guinea Equatorial  | 97.1 |
| Celestino Bonifacio Bacalé     | Convergència per a la Democràcia Social | 2.2  |
| Jeremías Ondo Ngomo            | Unió Popular                            | 0.3  |
| Buenaventura Monsuy Asumu      | Partit de la Coalició Socialdemòcrata   | 0.2  |
| Secundino Oyono Edú-Aguong Ada | Convergència Socialdemòcrata i Popular  | 0.2  |
| Total (participació 98%)       | Total (participació 98%)                | 100  |
| Font: African Elections        |                                         |      |